# Gregory Abbott
Pour les articles homonymes, voir Abbott.
Gregory Abbott, né le 2 avril 1954 à New York, est un chanteur américain de soul music issu d'une mère vénézuélienne et d'un père originaire de l'île d'Antigua.

## Discographie
- 1986 : Shake You Down
- 1988 : I'll Prove It To You
- 1996 : One World!
- 1998 : Super Hits
- 2002 : Eyes, Whispers, Rhythm, Sex…
- 2005 : Dancing in the Inner Realm…
- 2006 : Rhyme and Reason